# Feel well
「feel well」（フィールウェル）は、林原めぐみの27枚目のシングル。2001年12月5日にスターチャイルドから発売された（KICM-3020）。

## 概要
- 時を同じくして公開された劇場版『スレイヤーズぷれみあむ』の主題歌で、カップリングには『スレイヤーズ』のコメディー部分を意識したイメージソング「ルンバ・ルンバ」と、同劇場版で白鳥由里が劇中で歌う「あなたはたこご」が収録されている。
- ジャケットは全てアニメ仕様であり、林原や白鳥の写真はない。このようなタイプのジャケット仕様は1996年にリリースされたシングル「限りない欲望の中に」以来となる。
- 「feel well」の作曲はたかはしごうが手掛けている。たかはしが『スレイヤーズ』関連の楽曲を手掛けるのはこれが初であり、以後「Revolution」、「JUST BEGUN」などを手掛けている。
- タイトルの意味を訳すと「良い感じ」であり、これはテレビアニメ『ポケットモンスター』で林原演じるムサシがよく言っているセリフである。
- 翌年リリースされたオリジナル・アルバムのタイトルチューンにもなっている。

## 収録曲
1. feel well [4:41]
歌：林原めぐみ
作詞：MEGUMI、作曲・編曲：たかはしごう
  - 劇場版『スレイヤーズぷれみあむ』主題歌
2. ルンバ・ルンバ [4:11]
歌：林原めぐみ
作詞・作曲：泉川そら、編曲：十川知司
  - 劇場版『スレイヤーズぷれみあむ』イメージソング
3. あなたはたこご [2:31]
歌：白鳥由里
作詞：佐藤勝一、作曲・編曲：今泉洋
  - 劇場版『スレイヤーズぷれみあむ』挿入歌
4. feel well <instrumental ver.> [4:41]
5. ルンバ・ルンバ <instrumental ver.> [4:11]
6. あなたはたこご <instrumental ver.> [2:30]

## 収録アルバム
| 曲名           | 収録アルバム              | 発売日        | 規格品番          |
| -------------- | ------------------------- | ------------- | ----------------- |
| feel well      | 『feel well』             | 2002年6月26日 | KICS-955          |
| feel well      | 『スレイヤーズMEGUMIX』   | 2008年6月25日 | KICA-916〜918     |
| feel well      | 『VINTAGE White』         | 2011年6月11日 | KICS-91670〜91671 |
| feel well      | 『スレイヤーズMEGUMIXXX』 | 2020年3月25日 | KICA-2573〜2575   |
| feel well      | 『VINTAGE DENIM』         | 2021年3月30日 | KICS-3980〜3982   |
| ルンバ・ルンバ | 『feel well』             | 2002年6月26日 | KICS-955          |
| ルンバ・ルンバ | 『スレイヤーズMEGUMIX』   | 2008年6月25日 | KICA-916〜918     |
| ルンバ・ルンバ | 『スレイヤーズMEGUMIXXX』 | 2020年3月25日 | KICA-2573〜2575   |

## ライブ映像作品
feel well
『feel well』（初回限定盤特典DVD）